# Calyptra fletcheri
Calyptra fletcheri là một loài bướm đêm thuộc họ Noctuidae. Chúng được tìm thấy ở Trung Quốc.